# 小行星3592
小行星3592（英語：3592 Nedbal）是一颗围绕太阳公转的小行星。1980年2月15日，茲丹卡·瓦弗洛娃在克列特发现了此天体。
这颗小行星的绝对星等为62.89144296574359等。